# Gynura sechellensis
Gynura sechellensis là một loài thực vật có hoa trong họ Cúc. Loài này được (Baker) Hemsl. mô tả khoa học đầu tiên năm 1916.